# Petyr Baelish
Petyr Baelish, també conegut com a Ditpetit, és un personatge fictici de la saga literària Cançó de gel i de foc de l'escriptor George R. R. Martin. A l'adaptació televisiva d'HBO és interpretat per l'actor Aidan Gillen.
És el cap de la Casa Baelish de Harrenhal, Senyor de les Terres dels Rius i Lord Protector de la Vall d'Arryn. També fou Conseller de la Moneda dels reis Robert Baratheon i Joffrey Baratheon.

## Descripció
Lord Petyr Baelish, també conegut com a Ditpetit, es presenta com un personatge pertanyent al baix llinatge de la regió de la Vall d'Arryn. Conscient de la seva posició baixa, Petyr Baelish desenvolupa menyspreu per la societat de classes de Ponent, en observar com la seva estimada Catelyn Tully mai no podrà casar-se amb ell en pertànyer a una casa noble menor. La concepció política de Lord Baelish és que el caos és una oportunitat de creixement i, per això, les seves accions i intrigues persegueixen aquest propòsit.
Petyr Baelish es mostra com un personatge maquiavèl·lic i expert en la intriga. Utilitzant el paper d'un home inofensiu i servicial, Petyr ascendeix des del més baix graó a base de talent i enginy per pujar cap al cim. La personalitat i intencions de Petyr són un misteri per a tots els que l'envolten. Es tracta d'un home calculador, increïblement astut, cínic i expert en les intrigues, els talents del qual només s'equiparen a la seva ambició.

## Història
Petyr nasqué al si de la Casa Baelish d'Els Dits, una casa d'importància insignificant a la regió d'Els Dits, a la Vall d'Arryn. El seu pare tenia unes poques terres a la regió d'Els Dits, però era amic personal de Lord Hoster Tully, Senyor de les Terres dels Rius, a qui conegué durant la Guerra dels Reis Noupenics, de manera que Lord Hoster prengué el petit Petyr com a pupil i se l'emportà a Aigüesdolces.

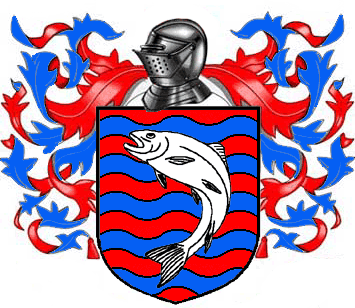
Escut de la Casa Tully, casa a la qual pertany Lysa Tully, la seva esposa.

Petyr es crià amb els fills de Lord Hoster: Catelyn, Lysa i Edmure. Ell li donà el malnom de Ditpetit per la seva complexió prima i per les poques possessions del seu pare a Els Dits. Petyr tingué una gran amistat amb els fills de Lord Tully, sobretot amb la Catelyn Tully, de qui s'enamorà, encara que ella el veia només com un germà. Quan Petyr s'adonà que la Catelyn es casaria amb Brandon Stark el reptà a un duel per la seva mà. Brandon guanyà el duel ràpidament i deixà Petyr amb una gran cicatriu a la panxa, tot i que la Catelyn li implorà que no el matés. Després d'aquest esdeveniment, la Catelyn no tornà a parlar amb Petyr i ell quedà convalescent, tot recuperant-se de les seves ferides. D'altra banda, la Lysa, la germana petita de la Catelyn, estava enamorada de Petyr, encara que ell no n'hi estigués. Mentre Petyr es recuperava, la Lysa s'allità amb ell, aprofitant que Petyr la confongué amb la Catelyn. Durant els dies següents continuaren allitant-se fins que la Lysa en quedà embarassada. Quan Hoster Tully s'adonà d'això expulsà Petyr d'Aigüesdolces i l'obligà a avortar prohibint que es casessin.
Quan la Lysa es casa amb Jon Arryn, Senyor de la Vall, el persuadeix perquè nomeni Petyr com supervisor de duanes de Port Gavina. L'èxit de Petyr en aquesta funció fa que Jon Arryn el nomeni Conseller de la Moneda quan ell es converteix en Mà del Rei de Robert Baratheon. Petyr prospera molt a la capital i adquireix la propietat de diversos prostíbuls de renom a Port Reial.

### Joc de trons[2]
Petyr forma part del Consell Privat del rei Robert quan l'Eddard Stark esdevé Mà del Rei. Des d'un començament, l'Eddard desconfia de les intencions d'en Petyr, a qui considera un intrús ambiciós i sense honor. Quan la Catelyn torna a Port Reial la fa portar a un bordell, on més tard la va a visitar i l'informa de qui és el punyal amb què un sicari intentà assassinar el seu fill Bran Stark. Petyr afirma que el punyal pertanyia a ell, però que el perdé en una aposta amb en Tyrion Lannister (una mentida, car el perdé en una aposta amb el rei Robert).
L'Eddard dimiteix com a Mà del Rei en no estar d'acord amb l'assassinat de la Daenerys Targaryen, llavors Petyr se li apropa oferint-li informació sobre una prostituta del seu bordell amb què Jon Arryn parlà abans de morir. En sortir del bordell són atacats per Jaime Lannister i els seus homes en represàlia per l'arrest de Tyrion.
Quan es produeix la mort del rei Robert, Petyr aconsella l'Eddard que obtingui el Tron de Ferro, arresti la reina Cersei Lannister i es proclami regent i així poder tenir el jove Joffrey Baratheon sota el seu control. L'Eddard s'hi nega argumentant que l'hereter legítim és l'Stannis Baratheon i li demana ajuda per posar la guàrdia de la capital sota el seu control; Petyr ho accepta. Quan l'Eddard i els seus homes es dirigeixen al Tron de Ferro per posar sota arrest la reina Cersei i Joffrey, es descobreix que Petyr ha traït l'Eddard i ha subornat la guàrdia perquè es posi a favor de Joffrey. L'Eddard és arrestat i després executat per ordre del rei Joffrey Baratheon.

### Xoc de reis[3]
Tyrion Lannister és nomenat Mà del Rei en funcions per Tywin Lannister i arriba a Port Reial. Després de l'assassinat de Renly Baratheon, Tyrion planeja forjar una aliança entre les cases Lannister i Tyrell, de manera que envia Petyr a Pontamarg perquè concerti una aliança, proposant casar el rei Joffrey amb la Margaery Tyrell. Petyr té èxit i torna a la capital durant la Batalla de l'Aigüesnegres, quan un exèrcit Lannister-Tyrell derrota l'Stannis.
En recompensa per la seva lleialtat i pels seus èxits, el Tron de Ferro proclama Petyr com Senyor de Harrenhal i de les Terres dels Rius, en substitució de l'exiliada Casa Tully que ha decidit acceptar Robb Stark com Rei al Nord. Petyr adquireix el títol de lord tot i que la seva nova senyoria es troba en mans de Roose Bolton, per la qual cosa no pot acudir a prendre possessió del seu nou bastió.
Petyr aprofita també per incrementar el nombre d'espies a la cort de la reina Cersei en introduir els tres germans Kettleblack com sicaris personals de la reina. També comença a interessar-se per la Sansa Stark, de qui està enamorat pel seu semblant a la seva estimada Catelyn.